# Pequeño icosihemidodecaedro
En geometría, el pequeño icosihemidodecaedro (o pequeño icosahemidodecaedro) es un poliedro uniforme estrellado, indexado como U49. Tiene 26 caras (20 triángulos y 6 decágonos), 60 aristas y 30 vértices. Su figura de vértice alterna dos triángulos regulares y un decágono como cuadrilátero cruzado. Es un hemipoliedro, con sus seis caras decagonales pasando por el centro del modelo.
Se le asigna el símbolo de Wythoff 3⁄2 3 | 5, pero esa construcción genera un doble recubrimiento del modelo.

## Poliedros relacionados
Comparte su disposición de vértices con el icosidodecaedro (su envolvente convexa, que tiene las caras triangulares en común) y con el pequeño dodecahemidodecaedro (que tiene las caras decagonales en común).
| Icosidodecaedro | Pequeño icosihemidodecaedro | Pequeño dodecahemidodecaedro |